# 白川線
白川線（ペチョンせん）は、朝鮮民主主義人民共和国黄海南道海州市にある長芳駅から白川郡にある銀ビッ駅までを結ぶ鉄道路線である。

## 概要
日本統治時代に建設された土海線を原型としている。1931年12月21日朝鮮鉄道黄海線として東海州 - 延安間が開業し、その軌間は762mmであった。翌年9月1日に土城 - 延安間が開業。1933年7月1日東海州 - 海州間の開通と共に現在の区間が完成された。
1944年4月1日この路線は国有化され、朝鮮総督府鉄道所属土海線となった。終戦後この路線は38度線以南に位置するため、朝鮮戦争勃発前は大韓民国の鉄道であった。当時旅客列車は土城駅から青丹駅まで運行されていた。
朝鮮戦争休戦後、土海線は朝鮮民主主義人民共和国の鉄道路線に属することになった。本線は標準軌に改軌されたが、礼成江鉄橋を含む白川駅 - 開豊駅間は復旧することなく廃止されている。路線名は白川線と改称し、新たに白川駅 - 銀ビッ駅間が建設された。

## 駅一覧
- 駅所在地は全線黄海南道内。

| 駅名                | 駅名                | 駅名                        | 駅間キロ (km) | 長芳 からの 累計キロ (km) | 接続路線                 | 所在地 | 線籍上の路線名 |
| 日本語              | 朝鮮語              | 英語                        | 駅間キロ (km) | 長芳 からの 累計キロ (km) | 接続路線                 | 所在地 | 線籍上の路線名 |
| ------------------- | ------------------- | --------------------------- | ------------- | ------------------------- | ------------------------ | ------ | -------------- |
| 海州青年駅 (海州駅) | 해주청년역 (해주역) | Haeju Ch'ŏngnyŏn (Haeju)    | 0.0           | -2.3                      | 北朝鮮鉄道省：甕津線     | 海州市 | ※              |
| 長芳駅 (東海州駅)   | 장방역 (동해주역)   | Changbang (Tonghaeju)       | 2.3           | 0.0                       | 北朝鮮鉄道省：黄海青年線 | 海州市 | ※              |
| 長芳駅 (東海州駅)   | 장방역 (동해주역)   | Changbang (Tonghaeju)       | 2.3           | 0.0                       | 北朝鮮鉄道省：黄海青年線 | 海州市 | 白川線         |
| 葛山駅 (泉決駅)     | 갈산역 (천결역)     | Kalsan (Ch'ŏngyŏl)          | 11.5          | 11.5                      |                          | 青丹郡 |                |
| 青丹駅              | 청단역              | Ch'ŏngdan                   | 9.0           | 20.5                      |                          | 青丹郡 |                |
| 天台駅              | 천태역              | Ch'ŏnt'ae                   | 8.2           | 28.7                      |                          | 延安郡 |                |
| 楓川駅              | 풍천역              | P'ungch'ŏn                  | 5.0           | 33.7                      |                          | 延安郡 |                |
| 梧玄駅 (鳳西駅)     | 오현역 (봉서역)     | Ohyŏn (Pongsŏ)              | 5.7           | 39.4                      |                          | 延安郡 |                |
| 延安駅              | 연안역              | Yŏnan                       | 5.7           | 45.1                      |                          | 延安郡 |                |
| 温井駅 (延安温泉駅) | 온정역 (연안온천역) | Onjŏng (Yŏnan Onch'ŏn)      | 5.5           | 50.6                      |                          | 白川郡 |                |
| 紅峴駅              | 홍현역              | Honghyŏn                    | 7.6           | 58.2                      |                          | 白川郡 |                |
| 白川駅 (白川温泉駅) | 배천역 (배천온천역) | Paech'ŏn (Paech'ŏn Onch'ŏn) | 4.3           | 62.5                      |                          | 白川郡 |                |
| 銀ビッ駅            | 은빛역              | Ŭnbit                       | 1.9           | 64.4                      |                          | 白川郡 |                |

- ※：海州青年駅～長芳駅間は黄海青年線であるが、全列車が海州青年駅まで乗り入れる。
- 長芳駅～葛山駅間、白川駅～銀ビッ駅間で北緯38度線を跨ぐ。葛山駅～白川駅間の各駅は北緯38度線以南に位置する。

### 廃止区間
白川温泉駅(배천온천역)（長芳起点62.0km、開豊起点17.2km、現・白川駅） - 星湖駅(성호역)（長芳起点67.0km、開豊起点12.2km） - 礼成江駅(예성강역)（長芳起点72.3km、開豊起点6.9km） - 土城駅(토성역)（長芳起点79.2km、開豊起点0.0km、現・開豊駅、平釜線（旧・京義線）に接続）
- 駅名は廃止当時のもの。
- 星湖駅は黄海南道白川郡に位置していた。廃止当時の所在地は黄海道延白郡だった。
- 礼成江駅は開城特別市に位置していた。廃止当時の所在地は京畿道開豊郡だった。

### 廃駅
- 迎陽駅(영양역) - 長芳駅と葛山駅との間に存在した。廃止当時は黄海道碧城郡で北緯38度線以北に位置していた。現在黄海青年線の上に位置している。（開豊起点74.3km）[4]
- 来城駅(내성역) - 葛山駅と青丹駅との間に存在した。廃止当時は黄海道碧城郡で北緯38度線以南に位置していた。（開豊起点62.9km）
- 深桂駅(심계역) - 青丹駅と天台駅との間に存在した。廃止当時は黄海道延白郡で北緯38度線以南に位置していた。（開豊起点55.2km）
- 無仇駅(무구역) - 温井駅と紅峴駅との間に存在した。廃止当時は黄海道延白郡で北緯38度線以南に位置していた。（開豊起点24.6km）

### 廃止された支線
徳達支線
青丹駅 - 花陽駅(화양역) - 徳達駅(덕달역)
- 青丹駅～花陽駅間で北緯38度線を跨ぐ。青丹駅は北緯38度線以南に位置する。
- 駅は全て黄海南道青丹郡に位置していた。

## 参考資料
- 国分隼人（2007年）. 『将軍様の鉄道 北朝鮮鉄道事情』, 新潮社. ISBN 9784103037316
- 鉄道省編, 『鉄道停車場一覧. 昭和9年12月15日現在』, 1934, p445〜446.